# Iudas
Iudas, ovvero Giuda, è una ballata tradizionale in lingua inglese che rappresenta la più antica (ovvero quella con la tradizione manoscritta più antica) dell'intero corpus delle Child Ballads. Alla ballata è attribuito il numero 23.

## Argomento e struttura
Iudas consta di trentasei versi, trascritti alla fine del XIII secolo, che ne fanno la più antica ballata tradizionale in lingua inglese conservata in un manoscritto. Fu probabilmente il suo argomento religioso che persuase un amanuense di qualche convento a metterla per iscritto; la spiegazione che viene fornita per il tradimento di Giuda, però, non è assolutamente "ortodossa" e non ha alcun fondamento nei Vangeli (neanche in quelli apocrifi). La leggenda sembra piuttosto derivare da oscure tradizioni popolari diffuse nell'Europa del nord: il Child (I, 242) venne a conoscenza di una ballata serbo-lusaziana (i serbi di Lusazia sono un piccolo popolo slavo occidentale noto anche come vendi o sòrabi, ancora oggi stanziato al confine tra la Germania e la Polonia), nella quale Giuda perde al gioco trenta monete d'argento affidategli da Gesù per comprare il pane per l'Ultima Cena, e tradisce il suo Maestro per non affrontare la vergogna di tornare a mani vuote.
Altre leggende vogliono che Giuda avesse una moglie assai avida che lo avrebbe spinto a rubare ed a fare poi il delatore. Dalla combinazione di tali elementi emerge una ballata in cui Giuda sembra commettere peccato non tanto per malvagità, quanto per ingenuità e per sudditanza nei confronti di una donna perfida (nel nostro testo una sorella). Perché Giuda insista tanto su trenta monete d'argento, non una di più e non una di meno, ha sicuramente un valore simbolico (forse numerologico). Ugualmente da notare è che, nella ballata, la figura di Ponzio Pilato ha perso ogni più elementare connotazione storica: il governatore romano è diventato un riche Ieu, un ricco ebreo, e qui, senz'altro, si hanno degli echi dell'antisemitismo largamente diffuso in tutta l'Europa cristiana. La ballata, pubblicata per la prima volta nel 1845, non fu immediatamente riconosciuta come tale; fu il Child che la incluse nella sua raccolta rilevandone i caratteri di stilizzazione popolare. Comunque sia, alcuni studiosi ritengono tuttora che l'origine di Iudas sia letteraria, anche se presenta tutti gli stilemi tipici delle folk-ballads.
Con il suo ritmo frenetico, la sua totale mancanza di pause e con la narrazione rafforzata dal dialogo, dall'uso della ripetizione progressiva (che aggiungono una notevolissima drammaticità alla scena) e da una vivacissima concisione, è una prova -qualunque sia la sua origine- che il metodo narrativo tipico delle ballate (si veda l'introduzione) era pienamente sviluppato e perfezionato già alla fine del ‘200. Non è quindi escluso che un giorno possano essere reperite in qualche manoscritto testimonianze più antiche di questa.

## La lingua della ballata
Nell'intero corpus Childiano, Iudas è l'unica ballata ancora pienamente in inglese medio; ma si tratta di un inglese medio-tardo che già, per molti versi, "preannuncia" il passaggio alla primissima fase di quello moderno. La lingua è in ogni caso ancora assai lontana da quella attuale. Dopo Iudas, si deve fare un salto di circa duecento anni per ritrovare una ballata manoscritta (Riddles Wisely Expounded, Gli indovinelli ben risolti, circa del 1445), e siamo già nella prima fase dell'inglese moderno. Le caratteristiche linguistiche fanno pensare a un dialetto occidentale; quanto alla grafia, sono ancora regolarmente usati il cosiddetto thorn [ þ ] e la edh [ ð ] anglosassoni, corrispondenti rispettivamente alla pronuncia sorda e sonora del moderno grafema < th > (thing, that). Il manoscritto contenente Iudas è conservato presso il Trinity College di Oxford (B 14, 39, Ms. 323).

## Il testo originale
Hit wes upon a Scere þors dai þat vre louerd aros

Ful milde were þe wordes he spec to Iudas.
Iudas þu most to Iurselem vre mete for to bugge

Thritti platen of seluer þu bere vp othi rugge.
Þu comest fer iþe brode stret, fer iþe brode strete

Summe of þin cunesmen þer þu meist i-mete.
Imette wið is soster, þe swikele wimon:

Iudas þu were w[u]rþe me stende the wið ston.
Iudas þu were w[u]rþe me stende the wið ston

For þe false prophete þat þu bileuest upon.
Be stille, leue soster þin herte the tobreke

Wiste min louerd Crist, ful wel he wolde be wreke.
Iudas go þu on þe roc, heie vp on þe ston

Lei þin heued i mi barm slep þu þe anon.
Sone so Iudas of slepe was awake

Thritti platen of seluer from hym weren itake.
He drou hym selue bi þe cop þat al it lauede ablode

Þe Iewes out of Iurselem awenden he were wode.
Foret hym com the riche Ieu þat heiste Pilatus:

Wolte sulle thi louerd þat hette Iesus .?.
I nul sulle my louerd for nones cunnes eiste

Bote hit ne for þe þritti platen þat he me bitaiste.
Wolte sulle þi Lord Crist for enes cunnes golde .?.

Nay, bote hit be for þe platen þat he habben wolde.
In him com vr lord gon as is postles seten at mete:

Wou sitte ye postles ant wi nule ye ete .?.
Wou sitte ye postles ant wi nule ye ete .?.

Ic am iboust ant isold to dai for vre mete.
Vp him stod Iudas: Lord am I þat frec .?.

I nas neuer othe stude þer me iþe euel spec
Vp him stod Peter ant spec wið al his miste:

Þau Pilatus him come wid ten hundred cnistes,
Þau Pilatus him come wid ten hundred cnistes

Yet ic wolde, Louerd, for thi loue fiste.
Still þu be Peter, wel I þe icnowe.

Þu wolt fursake me þrien ar þe coc him crowe.

## Traduzione italiana
Accadde un Giovedì Santo che Nostro Signore s'alzò

Dolcissime parole egli rivolse a Giuda:
Giuda, vai a Gerusalemme e compraci da mangiare

Trenta monete d'argento ti porterai sulle spalle.
Vai per la strada larga, vai per la strada larga

Qualcuno della tua gente vi potresti incontrare.
E incontrò sua sorella, quella malvagia donna:

Giuda, saresti degno d'essere lapidato.
Giuda, saresti degno d'essere lapidato

Per quel falso  profeta al quale presti fede.
Stai zitta, sorella cara, che ti si rompa il cuore!

Se il mio Signore sapesse, ben si vendicherebbe!
Giuda, vai a quella roccia, lassù, su quella roccia

Mettimi in grembo la testa e cadi addormentato.
E quando infine Giuda dal sonno s'è svegliato

Le trenta monete d'argento gli avevano rubato.
Tanto si strappò i capelli, che gli si empiron di sangue:

Gli ebrei di Gerusalemme credevano fosse pazzo.
Il ricco ebreo s'avvicina che aveva nome Pilato:

Vuoi venderci il tuo Signore che chiamano Gesù?
Non vendo il mio Signore per qualche mercanzia,

Ma per le trenta monete che egli m'aveva affidato.
Vuoi vendere il tuo Signore per avere dell'oro?

No, ma per le monete che egli mi aveva affidato.
Venne il Signore a piedi, gli apostoli erano a cena:

Perché sedete, Apostoli e non mangiate nulla?
Perché sedete, Apostoli e non mangiate nulla?

Oggi mi hanno venduto perché noi mangiamo.
Allora s'alzò Giuda: Signore, son io quell'uomo?

Non sono mai stato dove di te dicono male.
Allora s'alzò Pietro, parlò con tutte le forze:

Anche se viene Pilato con mille cavalieri,
Anche se viene Pilato con mille cavalieri

Io voglio, mio Signore, combatter per il tuo amore.
Pietro, devi tacere, io ti conosco bene:

Prima che il gallo canti tre volte m'avrai rinnegato.